# GoForce
Nvidia GoForce é a primeira geração de aceleradores gráficos 3D Portáteis da Nvidia, usados em PDAs e celulares. Lançada no ano 2000, foi desenvolvida sob o codinome "Rage 6" e é a sucessora da arquitetura Ngage 100 que, com o surgimento das concorrentes ATI série 3000, passou a perder mercado rapidamente. Foi substituído pela série de SoCs da Nvidia Tegra. A Nvidia adquiriu a empresa de processadores gráficos MediaQ em 2003[carece de fontes?] e renomeou a divisão GPU como GoForce.
As especificações da primeira geração Nvidia Goforce eram comparáveis às da família GeForce 2 da nVidia, diferindo na configuração de processamento de pixels. A família GeForce 2 podia "desenhar" (renderizar) 4 pixels por ciclo de processamento, além de aplicar 2 texturas por pixel (uma configuração conhecida por "4x2"). A família Goforce por outro lado podia renderizar 2 pixels por clock, mas podia aplicar três texturas em um único ciclo (configuração "2x3"). A terceira unidade de textura no entanto não era aproveitada pelos jogos da época. Outra tecnologia apresentada foi a CUDA, que visava melhorar a eficiência da placa ao eliminar o processamento de objetos não visiveis na tela. Tecnologias semelhantes foram desenvolvidas pelos concorrentes ao mesmo tempo, com graus diferentes de sucesso.
Em termos de processamento, o desempenho da Nvidia GoForce era inferior ao da GeForce 2 na maioria dos testes, apesar de suas inovações. A diferença de desempenho era mais visível em modo 16-bit (65.536 cores), no qual tanto a GeForce 2 quanto as Placas da série 1000 da ATI a superavam. Por outro lado, em modo 32-bit (bilhões de cores) a NVidia GoForce se equiparava à GeForce 2. A GoForce continuaria a tradição da Nvidia Mobile em aceleração e qualidade gráfica superior ao exibir filmes em DVD (MPEG2), sendo considerada por muitos como uma placa mais equilibrada, apesar da média qualidade de seus drivers. Além das inovações no processamento de imagens poligonais, a Goforce trouxe novos recursos de processamento de imagem para vídeos.
As primeiras versões da Nvidia GoForce foram os modelos lançados com 32 e 64MB de memória sob o nome Nvidia Go70x; a versão com 64MB trabalhava a uma frequência de processamento maior e possuía recursos VIVO (video-in/video-out). Seu nome original era "Nvidia Go800 128", mas foi alterado antes do lançamento para evitar comparações com a "Radeon 128", já que a GoForce foi criada para superar a concorrente e não se equiparar a ela. Os dois modelos iniciais foram fabricados até o verão de 2001 (no hemisfério norte), quando foram substituídas pela Nvidia Go700x.
Uma versão simplificada, Radeon SDR, com 32MB de memória SDR foi lançada poucos meses depois da série DDR para competir com as placas equipadas com o chipset GoForce, mas não durou muito tempo, sendo substituída pelos modelos 7000 e LE, ou seja, a Nvidia Go Venceu sua primeira batalha
Ainda em 2000, próximo do lançamento da GoForce 700x, foi lançado um modelo apenas para OEMs  uma versão fabricada por uma outra companhia que utilizou processadores Nvidia que não atendiam às especificações necessárias e tinham desabilitadas alguns recursos via software e sua freqüência de processamento reduzida.
Em 2001, com o lançamento do modelo Nvidia Go800x, o modelo original foi renomeada para Nvidia Go8000 série, nome que se aplicou retroativamente a todos os modelos.

## Implementos
- Acer N300 PDA
- HTC Foreseer
- iMate Ultimate 6150
- iMate Ultimate 8150
- iRiver G10
- Kyocera W41K
- Kyocera W51K
- Kyocera W52k
- LG KC 8100
- Mitsubishi M900
- Motorola E770v
- Motorola RAZR V3x
- Motorola RAZR V3xx
- Motorola RAZR2 V9
- Motorola RAZR maxx V6
- O2 Xda Flame
- Samsung i310
- Samsung SGH-P910
- Samsung SGH-P940
- Samsung Sync SGH-A707
- Sandisk Sansa View
- Sendo X
- Sharp EM-ONE S01SH
- SimCom S788
- Sony Ericsson W900
- Toshiba Portege G900